# Goniodoris mimula
Goniodoris mimula Er. Marcus, 1955 è un mollusco nudibranchio della famiglia Goniodorididae.
Il nome deriva dal latino mimula, cioè attricetta, emulatrice, perché imita i colori e il comportamento di altre specie.

## Distribuzione e habitat
Al largo delle coste brasiliane, a livello del mare.